# Anne Larigauderie
Anne Larigauderie, née à Bourges en 1960, est une écologue française, secrétaire exécutive de la Plateforme intergouvernementale scientifique et politique sur la biodiversité et les services écosystémiques (IPBES) après avoir été à la tête du Conseil international pour la science (ICSU), de Diversitas, spécialiste des études sur la biodiversité. 

## Biographie
Anne Larigauderie naît à Bourges en 1960. Elle est diplômée en biologie moléculaire de l'Université Toulouse-III-Paul-Sabatier et obtient en 1985 un doctorat en écologie végétale de l'Université Montpellier-II et du CNRS. Elle travaille plusieurs années aux États-Unis, notamment en Alaska, pour mieux comprendre les effets du gaz carbonique sur le réchauffement climatique sur les plantes et les écosystèmes.
Elle revient en Europe et travaille sur les effets du réchauffement climatique sur les plantes alpines (avec le professeur Christian Körner de l'Université de Bâle). En 1996, elle devient coordinatrice du Programme suisse sur la biodiversité et conseillère de la délégation suisse sur la Convention sur la diversité biologique. En 1999, elle rejoint le Conseil international pour la science (ICSU, Paris) comme responsable des sciences de l'environnement. 
En 2010, alors directrice exécutive du comité scientifique Diversitas de l’ONU, elle plaide à Nagoya, devant 192 États membres, pour la création d’un organisme scientifique international qui évaluera l’état de santé des milieux naturels et des populations d’animaux. En 2011, elle est nommée directrice de Diversitas (devenu Future Earth en 2014) et elle organise la structure en un programme scientifique international consacré, d'une part, aux sciences de la biodiversité et aux services écosystémiques et, d'autre part, au renforcement de l'interface science-politique pour la biodiversité et les services écosystémiques. Elle œuvre à faciliter, au nom de la communauté scientifique, la mise en place d'un mécanisme similaire au GIEC pour la biodiversité : la plateforme intergouvernementale scientifique et politique sur la biodiversité et les services écosystémiques (IPBES),. En 2021, le GIEC et l'IPBES publient le rapport d'un travail commun.  

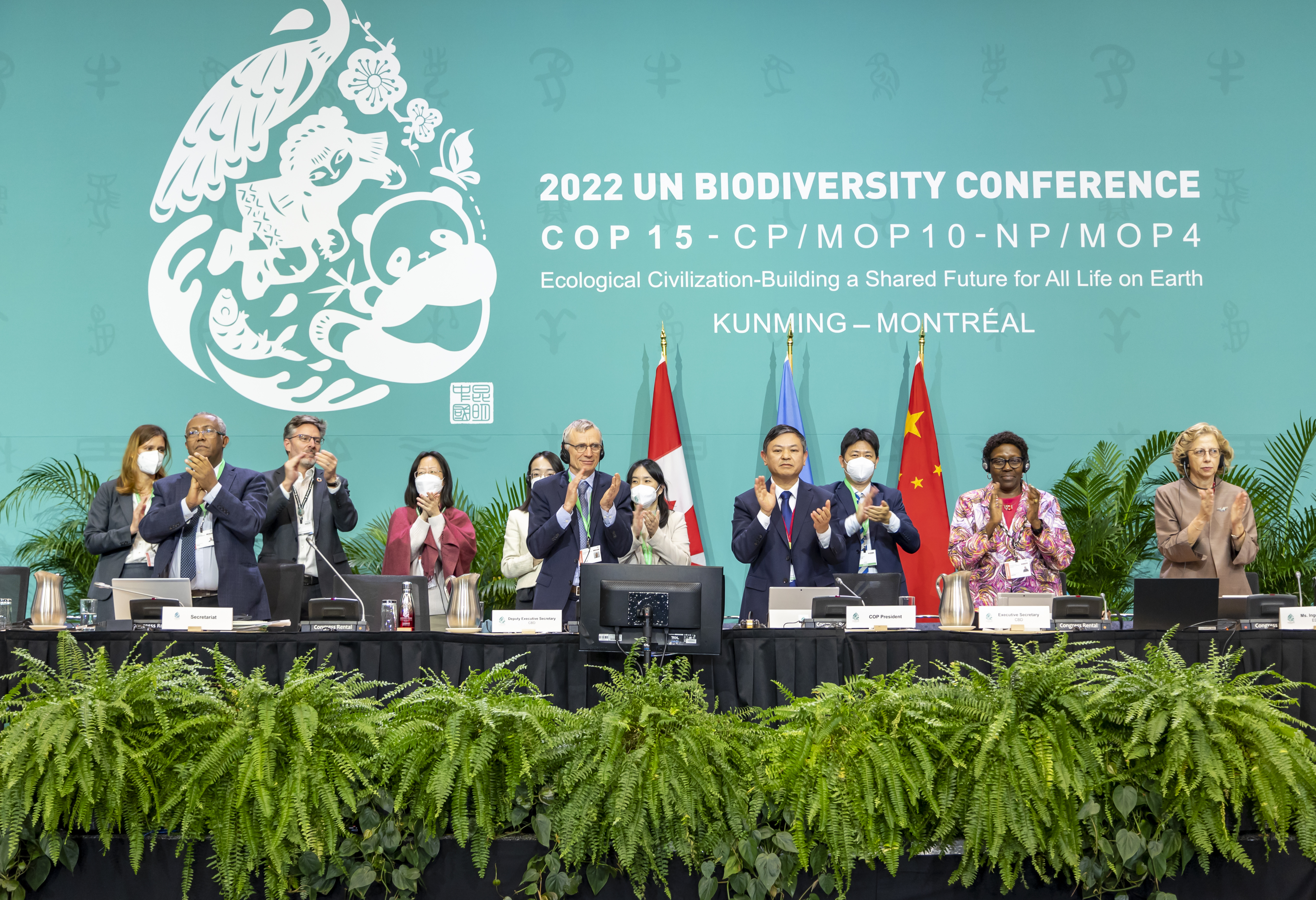
22 décembre 2019, COP15, conférence de la biodiversité, adoption du cadre de Kunming-Montréal.

En 2013, elle devient responsable de la science dans la Société au Conseil international pour la science (ICSU). En 2014, elle devient secrétaire exécutive de l'IPBES, poste qu'elle occupe toujours en 2023. En 2019, elle participe à l'organisation à Paris de la réunion des experts et des 132 délégués des pays membres de cette plateforme. En 2022, selon Anne Larigauderie « dans les grandes lignes, le cadre mondial de la biodiversité [défini lors de la COP 15 à Kunming-Montréal] répond aux alertes de l’IPBES. »,. 

## Publications
- (en) Charles Perrings, Anantha Duraiappah, Anne Larigaudrie et Harold Mooney, « The Biodiversity and Ecosystem Services Science-Policy Interface », Science, vol. 331, no 6021,‎ 4 mars 2011, p. 1139–1140 (ISSN 0036-8075 et 1095-9203, DOI 10.1126/science.1202400, lire en ligne, consulté le 11 avril 2024)
- (en) Anne Larigauderie, Georgina M. Mace et Harold A. Mooney, « Colour-coded targets would help clarify biodiversity priorities », Nature, vol. 464, no 7286,‎ mars 2010, p. 160–160 (ISSN 1476-4687, DOI 10.1038/464160b, lire en ligne, consulté le 11 avril 2024)
- (en) Anne Larigauderie et Harold A Mooney (éditorial), « The International Year of Biodiversity: an opportunity to strengthen the science–policy interface for biodiversity and ecosystem services », Current Opinion in Environmental Sustainability, vol. 2, nos 1-2,‎ mai 2010, p. 1–2 (ISSN 1877-3435, DOI 10.1016/j.cosust.2010.04.001, lire en ligne, consulté le 11 avril 2024)
- (en) Anne Larigauderie et Harold A Mooney, « The Intergovernmental science-policy Platform on Biodiversity and Ecosystem Services: moving a step closer to an IPCC-like mechanism for biodiversity », Current Opinion in Environmental Sustainability, vol. 2, nos 1-2,‎ mai 2010, p. 9–14 (ISSN 1877-3435, DOI 10.1016/j.cosust.2010.02.006, lire en ligne, consulté le 11 avril 2024)
- (en) Georgina M Mace, Wolfgang Cramer, Sandra Díaz, Daniel P Faith et Anne Larigauderie, « Biodiversity targets after 2010 », Current Opinion in Environmental Sustainability, vol. 2, nos 1-2,‎ mai 2010, p. 3–8 (ISSN 1877-3435, DOI 10.1016/j.cosust.2010.03.003, lire en ligne, consulté le 11 avril 2024)
- (en) Andrew P. Hendry, Lúcia G. Lohmann, Elena Conti, Joel Cracraft, Anne Larigauderie et al., « Evolutionary Biology in Biodiversity Science, Conservation, and Policy : a Call To Action », Evolution, vol. 64, no 5,‎ janvier 2010, p. 1517-1528 (DOI 10.1111/j.1558-5646.2010.00947.x, lire en ligne, consulté le 11 avril 2024)
- (en) Harold Mooney, Anne Larigauderie, Manuel Cesario et Thomas Elmquist, « Biodiversity, climate change, and ecosystem services », Current Opinion in Environmental Sustainability, vol. 1, no 1,‎ octobre 2009, p. 46–54 (ISSN 1877-3435, DOI 10.1016/j.cosust.2009.07.006, lire en ligne, consulté le 11 avril 2024)
- (en) Rik Leemans, Ghassem Asrar, Antonio Busalacchi et Josep Canadell, « Developing a common strategy for integrative global environmental change research and outreach: the Earth System Science Partnership (ESSP) », Current Opinion in Environmental Sustainability, vol. 1, no 1,‎ octobre 2009, p. 4–13 (ISSN 1877-3435, DOI 10.1016/j.cosust.2009.07.013, lire en ligne, consulté le 11 avril 2024)
- (en) R. J. Scholes, G. M. Mace, W. Turner et G. N. Geller, « Toward a Global Biodiversity Observing System », Science, vol. 321, no 5892,‎ 22 août 2008, p. 1044–1045 (ISSN 0036-8075 et 1095-9203, DOI 10.1126/science.1162055, lire en ligne, consulté le 11 avril 2024)
- (en) Michel Loreau, Alfred Oteng-Yeboah, M. T. K. Arroyo et D. Babin, « Diversity without representation », Nature, vol. 442, no 7100,‎ juillet 2006, p. 245–246 (ISSN 0028-0836 et 1476-4687, DOI 10.1038/442245a, lire en ligne, consulté le 11 avril 2024)

## Décorations et honneurs
En 2010, elle est nommée Chevalier de l’Ordre national de la Légion d’Honneur, puis promue au grade d'officier en 2019.
En 2023, elle reçoit un doctorat honoris causa de l'université de Bergen, pour son rôle central au sein de l'IPBES ainsi qu'un autre de la part de l'université de Hasselt. 